# حكومة خالد شهاب الأولى

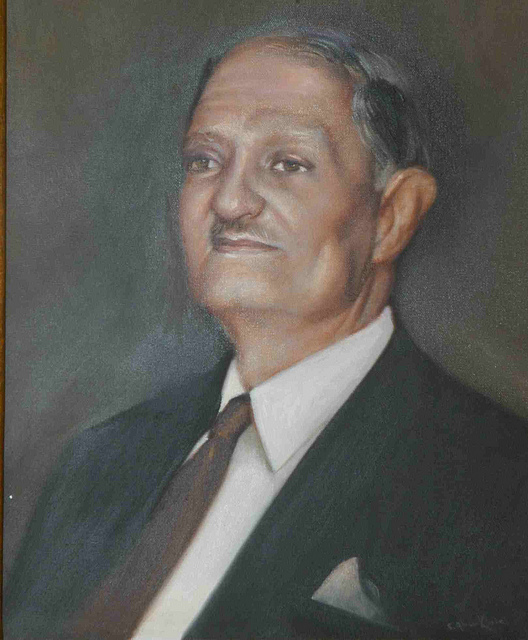
صورة شخصية للأمير خالد شهاب

حكومة خالد شهاب الأولى هي الحكومة الثالثة عشر في عهد الانتداب الفرنسي على لبنان والسادسة في عهد رئيس الجمهورية إميل إده، وقد تولّى رئاسة المجلس خالد شهاب للمرة الأولى. تشكّلت الحكومة في 21 مارس 1938 وألقت البيان الوزاري في 25 مارس، ثم نالت الثقة من مجلس النواب بأكثرية 41 صوتًا ضد 14، وعدم مشاركة 3 نواب وغياب 4 بالإضافة إلى إمتناع واحد. استمرت الحكومة حتى 27 أكتوبر 1938 عندما قدّم الرئيس إستقالته.

## التشكيلة
| حكومة خالد شهاب الأولى    |                                |                  |                  |           |
| الحقيبة                   | الوزير                         | الإنتماء السياسي | الطائفة          | المحافظة  |
| رئيس مجلس الوزراء         | خالد شهاب                      | الكتلة الوطنية   | السنة            | الجنوب    |
| وزير العدلية              | خالد شهاب                      | الكتلة الوطنية   | السنة            | الجنوب    |
| وزير الداخلية             | يوسف أسطفان                    | الكتلة الوطنية   | الموارنة         | الشمال    |
| وزير الدفاع الوطني        | يوسف أسطفان                    | الكتلة الوطنية   | الموارنة         | الشمال    |
| وزير المالية              | كميل شمعون                     | الكتلة الدستورية | الموارنة         | جبل لبنان |
| وزير الأشغال العامة       | سليم تقلا (إستقال في 27 أغسطس) | الكتلة الدستورية | الروم الكاثوليك  | جبل لبنان |
| وزير الأشغال العامة       | كميل شمعون                     | الكتلة الدستورية | الموارنة         | جبل لبنان |
| وزير الشؤون الخارجية      | سليم تقلا (إستقال في 27 أغسطس) | الكتلة الدستورية | الروم الكاثوليك  | جبل لبنان |
| وزير الشؤون الخارجية      | خليل كسيب                      | الكتلة الوطنية   | الروم الأرثوذوكس | بيروت     |
| وزارة الاقتصاد الوطني     | خليل كسيب                      | الكتلة الوطنية   | الروم الأرثوذوكس | بيروت     |
| وزير التربية الوطنية      | خليل كسيب                      | الكتلة الوطنية   | الروم الأرثوذوكس | بيروت     |
| وزير الزراعة              | حكمت جنبلاط                    | الكتلة الوطنية   | الدروز           | جبل لبنان |
| وزير الصحة والإسعاف العام | أحمد الأسعد                    | الكتلة الدستورية | الشيعة           | الجنوب    |
| وزير البريد والبرق        | أحمد الأسعد                    | الكتلة الدستورية | الشيعة           | الجنوب    |